# Marine (België)

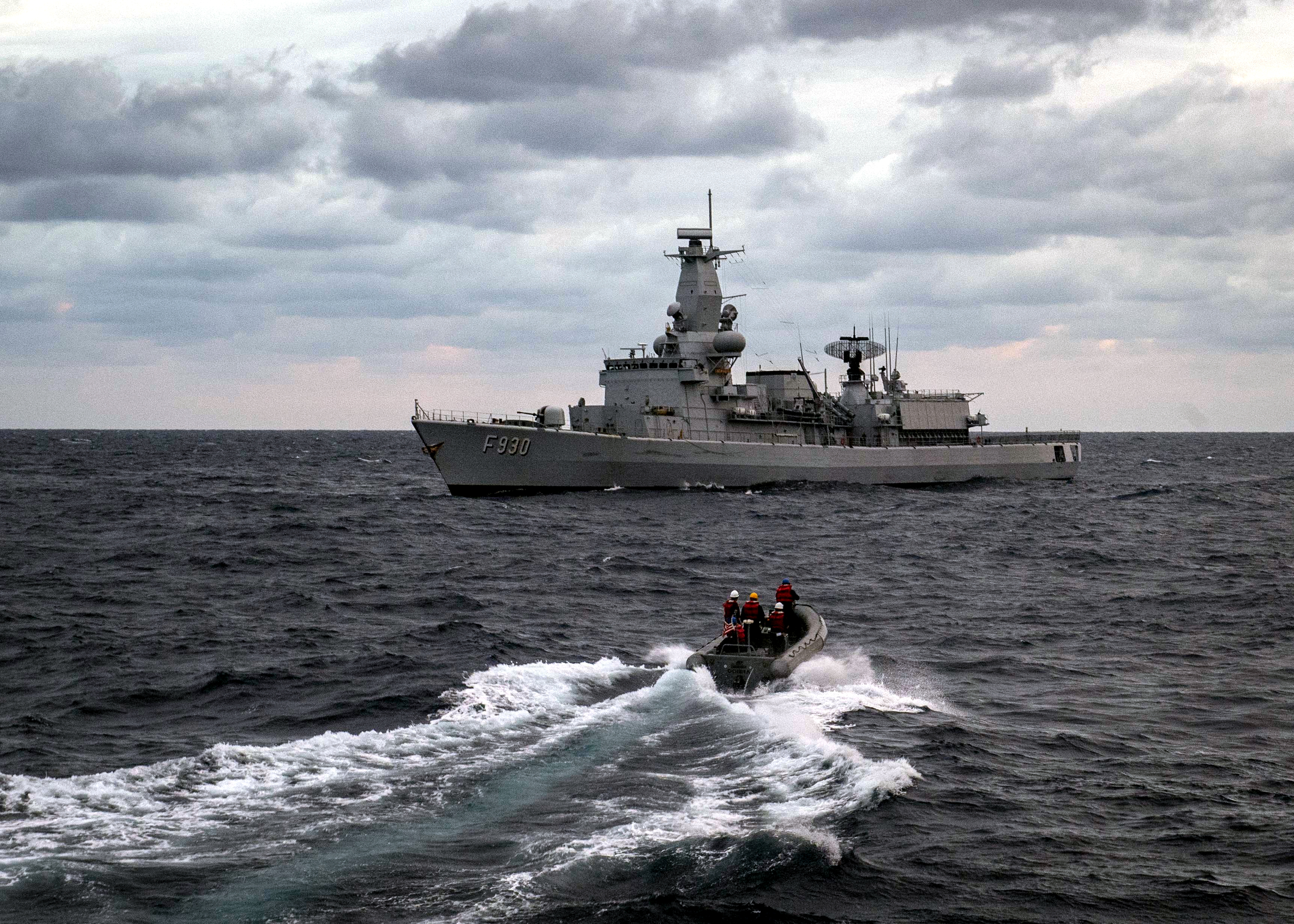
Het Belgische fregat Leopold I (F930) in de Atlantische Oceaan tijdens deelname aan de Standing NATO Maritime Group 1 (2019).

De Marine van de Belgische Defensie is sinds 2025 (voorheen Marinecomponent) de benaming voor de zeestrijdkrachten van de  Belgische Defensie.
Naast de Marinecomponent bestaat Defensie uit:
- De Luchtmacht
- De Medische dienst
- De Landmacht
- Het Cyber Command

De Belgische marine heeft haar hoofdbasis in Zeebrugge in het Kwartier Marinebasis Zeebrugge; verder zijn er bases in Sint-Kruis (Brugge), Antwerpen en Oostende. Ook is een deel van de Belgische marinestaf ondergebracht in de Nederlandse marinebasis in Den Helder, onder het commando van de admiraal Benelux.

## Geschiedenis

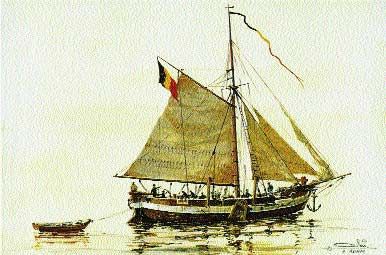
Kanonneerboot van de Belgische Koninklijke Marine anno 1831

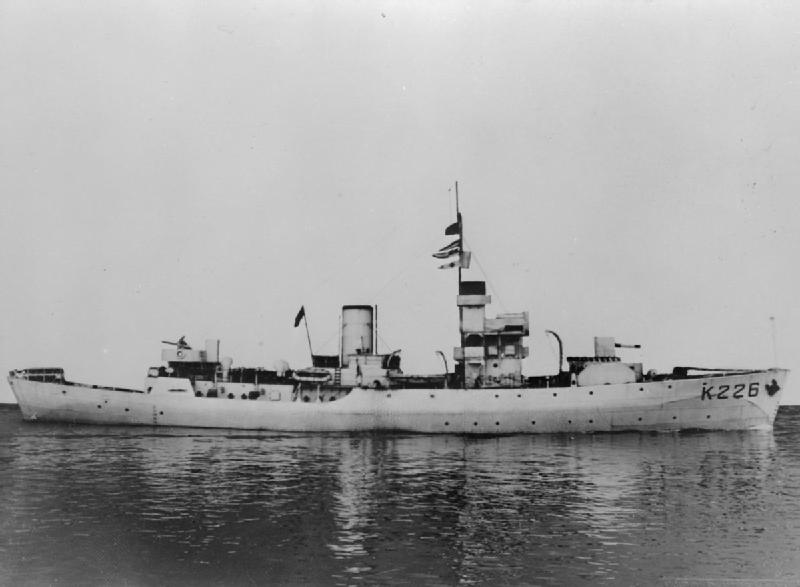
HMS Godetia (1939-45)

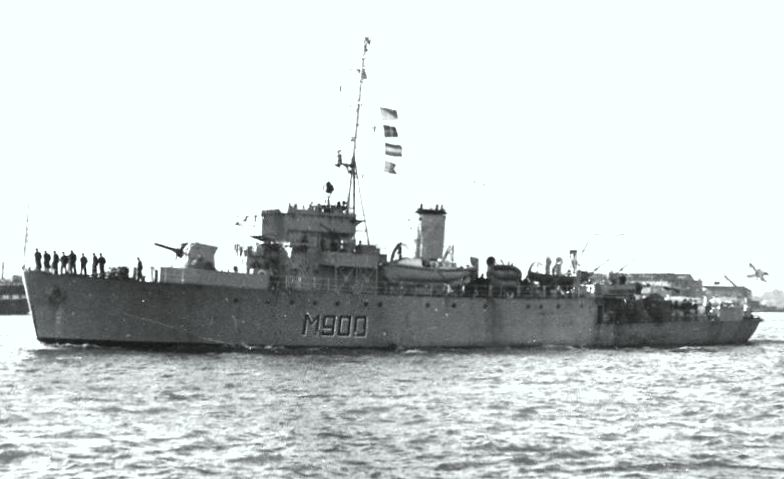
M900 Adrien de Gerlache (ex HMS Liberty) van de Algerineklasse

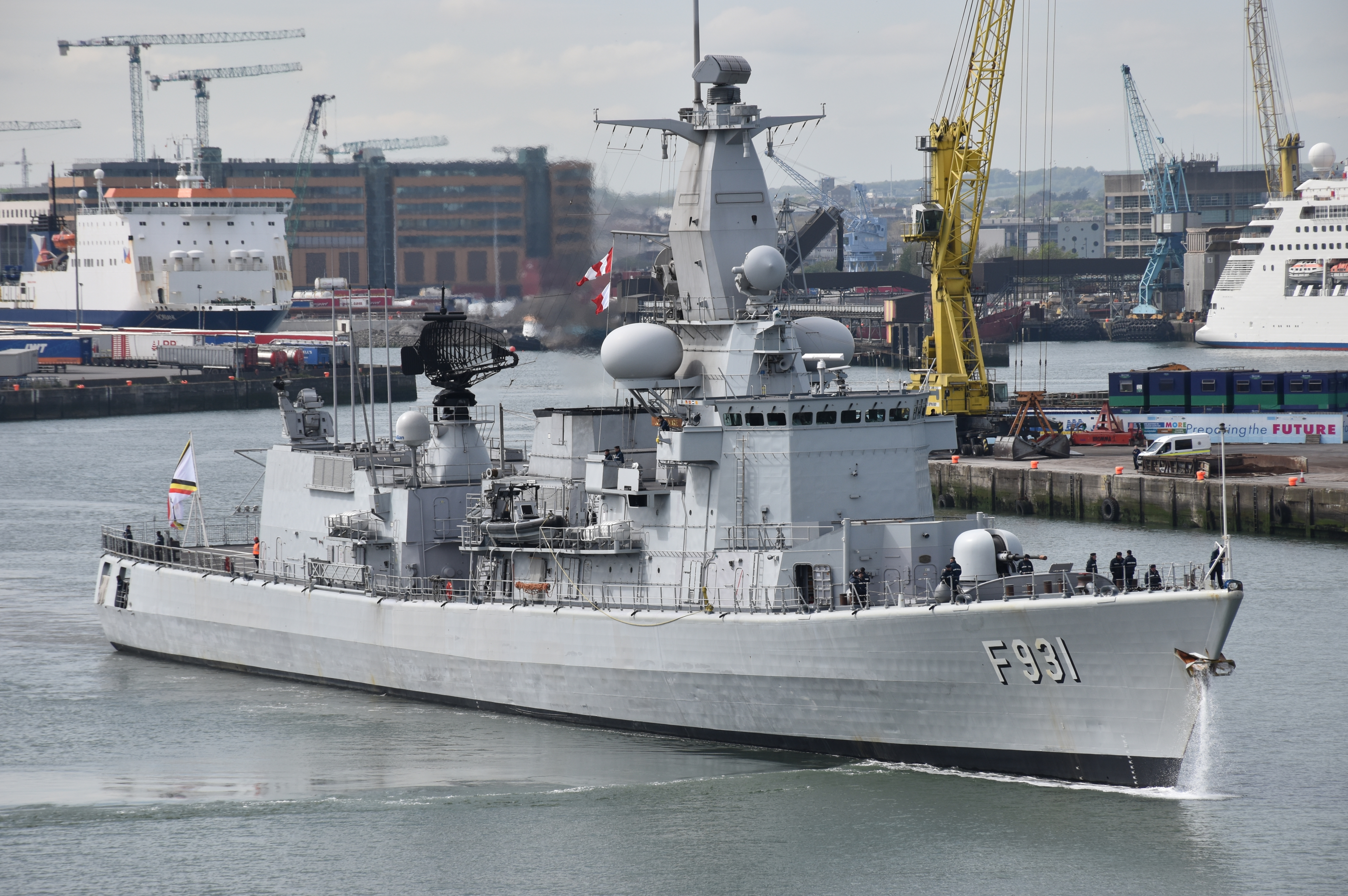
Het fregat Louise-Marie (F931) in Dublin

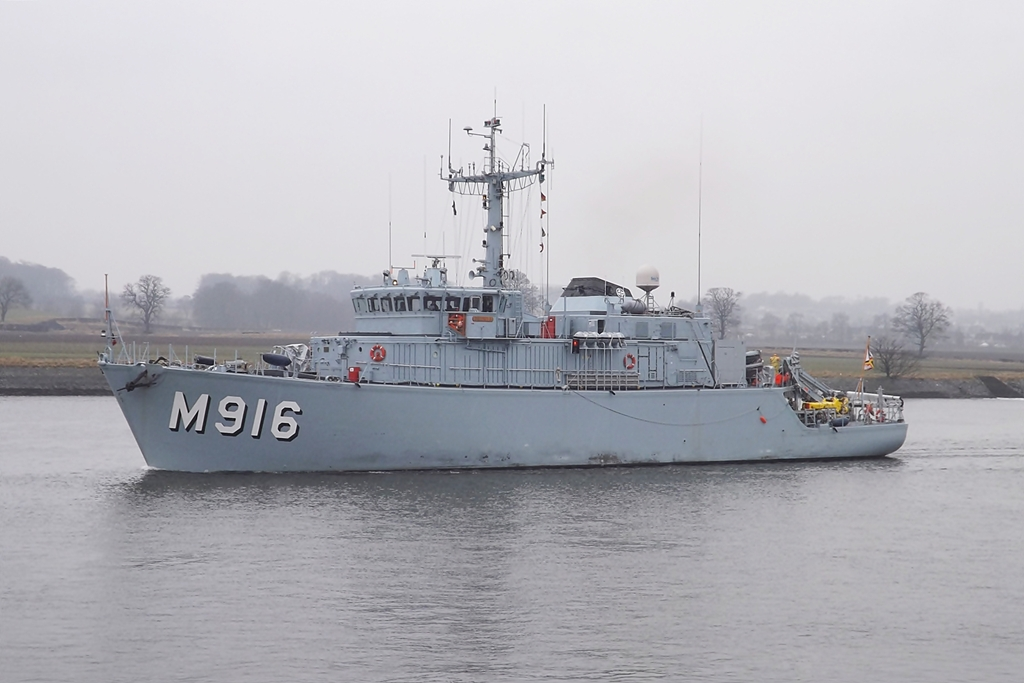
Mijnenjager Bellis (M916) van de Tripartiteklasse

### Koninklijke Marine (1831-1862)
Bij de Belgische revolutie in september 1830 veroverden de opstandelingen een groot deel van het zuiden van het Koninkrijk der Nederlanden. De citadel van Antwerpen en enkele forten aan de Schelde bleven onder Nederlandse controle waarbij de bevoorrading gebeurde over de rivier. Ook werd de monding van de Schelde geblokkeerd zodat de handel met de haven van Antwerpen stil viel en de handel met Haven van Gent werd gedecimeerd. 
Op 15 januari 1831 keurde het Nationaal Congres de begroting voor het eerste semester van het jaar 1831 goed. Artikel 11 van het besluit wees 250 000 florijnen toe aan "de marine". Dit geld was niet voor het oprichten van een militaire zeemacht maar om de door de wet verplichte premie van 18 florijn per ton te betalen aan reders die een nieuw schip te water lieten van meer dan 500 ton. Op de moment van het besluit had het departement marine geen eigen schepen noch eigen matrozen.
Bij de verovering van Citadel van Antwerpen in 1832 onder leiding van de Franse maarschalk Gérard werden ook acht kanonneerboten buitgemaakt. Deze werden overgenomen door de Koninklijke Marine.
Vanaf 1834 leverde de Koninklijke Marine bemanningsleden aan reders of rustte ze zelf schepen uit om het Belgische zeeverkeer en de handelsbetrekkingen met de koloniën te herstellen. Zo rustte de marine in 1835 de driemaster Le Robuste uit die op weg naar Egypte schipbreuk leed voor de Algerijnse kust. In hetzelfde jaar werd de kotter L'Éclair uitgerust door de marine en voerde een commerciële campagne in Algerije. In 1836 gingen militaire matrozen aan boord van twee koopvaardijschepen: de driemaster Le Météore (naar Malta en Algiers) en de brik La Caroline (naar Brazilië)

### Staatsmarine (1862-1914)
In 1862 besloot de regering de Koninklijke  Marine af te schaffen en richtte een Staatsmarine op. Deze is beter gekend onder de naam het Korps der Zeelieden en Torpedisten.
Tijdens het uitbreken van de Eerste Wereldoorlog (1914-1918) had België geen marine meer omdat haar schepen het doelwit van Duitse onderzeeboten en mijnen waren. Het leger trok toen beroepszeelui terug van het front en plaatste ze op Franse schepen. 

### Interbellum (1918-1939)
Op het einde van de oorlog kreeg België van de geallieerden 11 torpedoboten en 26 mijnenvegers. Dit waren van de Duitsers buitgemaakte schepen. Dit werd mogelijk gemaakt door het Verdrag van Versailles. In 1923 kreeg ze de pantserkruiser d'Entrecasteaux van de Franse marine te leen als opleidingsschip. De kruiser was ontdaan van kanonnen en schroeven en werd in februari 1927 teruggegeven aan de Fransen. In 1927 werd het Korps der Zeelieden en Torpedisten om budgettaire redenen afgeschaft.

### Nieuwe marine vanaf 1940
Wanneer in 1940 de Tweede Wereldoorlog uitbrak beschikte België nog steeds niet over een marine. Deze werd op dat moment snel opgericht en personeel werd hiervoor aangetrokken. De belangrijkste taak van het nieuw opgerichte marinekorps was het opsporen en vernietigen van mijnen in de Belgische kustwateren. Later verleende ze ook haar medewerking aan de Franse marine en nam ze deel aan de evacuatie van België en Frans Duinkerken. Op 25 juni 1940 werden haar schepen in Spanje echter aan de ketting gelegd. Slechts één schip (de P16) kon ontkomen en bereikte Groot-Brittannië.
Tijdens de Tweede Wereldoorlog werd een Belgische Sectie van de Royal Navy opgericht. Deze afdeling leverde de bemanning voor twee korvetten (HMS Buttercup en HMS Godetia), een flotillie mijnenvegers en enkele patrouillevaartuigen. De Belgische Sectie van de Royal Navy bestond tot 1946.

### Na de Tweede Wereldoorlog
Na 1945 besloot de regering om de Marine te behouden en gaf haar de volgende opdrachten:
- Ontmijnen van de territoriale wateren
- Controle van koopvaardijschepen die de havens binnenvaren
- Visserijwacht
- Redding op zee
- Kustbewaking

Na 1945 werd de marine uitgerust met schepen gekregen van de geallieerden. Hierdoor kreeg België ook haar eerste, echte vloot. Deze schepen waren vooral mijnenvegers van Amerikaanse makelij en korvetten van de Britse Algerineklasse. Hier zijn later schepen van Belgische makelij aan toegevoegd.
Op 1 februari 1946 richtte de regering, bij Regentsbesluit van 30 maart 1946, de Zeemacht op.
Tijdens de jaren 70 en 80 ondergaat de vloot een moderniseringsprogramma. De Wielingenklasse fregatten en de Tripartiteklasse mijnenjagers worden aan de vloot toegevoegd. Tijdens de jaren 90 deelt ook de marine in de besparings- en hervormingsplannen van defensie en er worden geen nieuwe schepen meer gebouwd. De mijnenvegers gaan allen buiten dienst en de vier fregatten worden vervangen door twee tweedehandse Nederlandse M-fregatten van de Karel Doormanklasse. Het gaat hierbij om Hr.Ms. Karel Doorman, overgedragen op 29 maart 2007, en Hr.Ms. Willem van der Zaan, overgedragen op 8 april 2008. In Belgische dienst dragen deze schepen de namen Leopold I (F930) en Louise-Marie (F931). Toch blijft de marine tijdens die periode deelnemen aan talrijke buitenlandse operaties.
De Zeemacht werd in het jaar 2000 omgedoopt tot Marinecomponent. Dit is een direct gevolg van de Eenheidsstructuur (strategisch Plan 2000-2015) die op last van Minister van Defensie André Flahaut werd ingevoerd. De benaming Marinecomponent werd in 2025 teruggedraaid door Minister van Defensie Theo Francken.
In 2005 vierde de marinecomponent zijn 60e verjaardag in aanwezigheid van Koning Albert II.

## Belgische-Nederlandse marinesamenwerking (BeNeSam)
De geschiedenis van de Belgische-Nederlandse marinesamenwerking gaat terug tot 1948, toen het idee van een overkoepelende staf voortkwam uit de eerste Belgisch-Nederlandse Samenwerking (BeNeSam). In het geheime Militaire Verdrag van 1948 kwamen België en Nederland overeen om in oorlogstijd de Koninklijke Marine en de Belgische marine onder bevel van één officier te plaatsen, omdat zij in hetzelfde gebied zouden opereren. Op 29 maart 1962 werd een document ondertekend, waarin stond dat alleen indien de Belgische en Nederlandse regering in gezamenlijk overleg, als gevolg van het uitbreken van vijandelijkheden of dreigend oorlogsgevaar, het noodzakelijk achten, zou de admiraal Benelux worden benoemd. In 1975 werd de admiraal Benelux (ABNL) in oorlogstijd opgericht. Pas na het einde van de Koude Oorlog tekenden België en Nederland in 1995 een overeenkomst die de samenwerking regelt tussen de Belgische marine en de Nederlandse Marine, zowel in vredes- als oorlogstijd. Als gevolg van deze overeenkomst werden beide nationale operationele staven met ingang van 1 januari 1996 samengevoegd tot één enkele geïntegreerde staf, met het hoofdkwartier in Den Helder, onder bevel van de admiraal Benelux. Dit leidde tot een unieke vorm van Belgisch-Nederlandse marinesamenwerking op het gebied van operatiën, opleidingen, trainingen, logistiek en onderhoud. Hierbij blijven echter beide landen soeverein wat betreft de politieke beslissing tot inzet van hun schepen.
Zo worden de Belgische en Nederlandse M-fregatten en mijnbestrijdingsvaartuigen operationeel aangestuurd door het geïntegreerde binationale marinehoofdkwartier in Den Helder. België is belast met de opleiding en training van de bemanningen voor de mijnbestrijdingsvaartuigen en het is verantwoordelijk voor de logistiek en onderhoud van deze vaartuigen. Nederland heeft dezelfde verplichtingen voor de M-fregatten. In de BeNeSam-overeenkomsten staan overigens ook nog andere vormen van maritieme samenwerking beschreven. Op het gebied van mijnbestrijding is er sinds 1975 de binationale school Eguermin in Oostende. Deze school is tevens een NAVO Centre of Excellence. In Zeebrugge wordt de Mine Couter Measures Operational Sea Training gegeven. Hier wordt beoordeeld of een schip klaar is om zijn operationele periode in te gaan. Operators en verbindingspersoneel van beide marines worden sinds 1996 opgeleid bij de Operationele School in Den Helder. Koks en hofmeesters/stewards krijgen sinds hetzelfde jaar hun gezamenlijke opleiding te Brugge.
In 2016 is de samenwerking uitgebreid naar meer samenwerking tussen de expeditionaire Belgische Lichte Brigade en het Nederlandse Korps Mariniers en de gezamenlijke aanschaf van marineschepen.
In de toekomst zal België personeel leveren voor het Nederlandse logistieke steunschip Zr.Ms Karel Doorman, om er in internationale context mee gebruik van te kunnen maken.
In juni 2020 werd bekend dat de M-fregatten worden vervangen. De hoofdtaak van de nieuwe fregatten wordt het bestrijden van onderzeeboten op afstand. Dat gebeurt met een nieuwe torpedo, in te zetten vanaf het schip of door de NH90-boordhelikopter. Het schip krijgt een 110 koppige bemanning, maar voor speciale missies zijn er 40 extra bedden en verschillende ruimten beschikbaar. De fregatten krijgen een waterverplaatsing van 5500 ton. Damen Schelde Naval Shipbuilding gaat ze bouwen in samenwerking met Thales Group. De Nederlandse marine krijgt het eerste fregat naar verwachting in 2028 en het tweede in 2029. De twee vergelijkbare Belgische fregatten worden uiterlijk 2030 geleverd.

## Organisatie van de marine
De Marine bestaat uit volgende onderdelen:
- Hoofdkwartier Marine (Den Helder)
- Logistiek centrum van de Marine (Zeebrugge)
- Competitiecentrum van de Marine
- Vliegbasis Marine (Oostende)
- Vloot (Zeebrugge)

## Taken van de marine
De huidige taken van de Marine:
- Vernietigen van springstoffen (op zee)
- Redding op zee
- Steun verlenen aan de Politie en Douane (op zee)
- Opsporen van wrakken en vergane schepen
- Hyperbaar Medisch Centrum ter beschikking stellen (decompressietanks)
- Controle Territoriale Wateren en de exclusieve economische zone
- Controle vervuiling op zee
- Humanitaire operaties
- Steun verlenen aan diplomatie en buitenlandse handel
- Belgische aanwezigheid op zee verzekeren
- Deelname aan operaties in NAVO- en VN-verband

## Lijst van operaties
- 1950-1954: Transport Belgische en Luxemburgse vrijwilligers naar Korea
- 1954: Repatriëring van het Belgisch expeditiekorps uit Korea
- 1960: De onafhankelijkheid van Belgisch Congo; bijna de ganse vloot is ter plaatse
- 1968: Multinationale ontmijningsoperatie tussen België, Frankrijk, Duitsland en Groot-Brittannië
- 1987-1988: Op. Octopus en Calendar: oorlog Iran-Irak
- 1990-1991: Op. Southern Breeze: invasie van Koeweit door Irak
- 1992-1994: Op. Equator Kiss: humanitaire hulp aan Somalië
- 1992-1994: Deelname aan vredesondersteunende Ops in ex-Joegoslavië
- 1995-1996: Op. Southern Breeze II: controle embargo tegen Irak
- 1998: Op. Southern Breeze III: controle embargo tegen Irak
- 1998: Op. Open Spirit: Oostzee
- 1999: MCM Adriatische Zee & Embargo Op. Allied Force
- 1999 & 2000: Oostzee MCM Op. MCOPLAT
- 2001: Active Endeavour I, na de aanslagen van 11 september in de VS. De eerste Art V-operatie van de NAVO. "War against terrorism".
- 2003: West Shark: grootschalige antidrugsoperaties in het Caraïbische gebied
- 2004: Active Endeavour: patrouille in de Middellandse Zee tegen terroristische activiteiten
- 2008: Op. UNIFIL bestaande uit Maritime Interdiction Operations  (MIO) en bewakingsopdrachten in de Middellandse Zee voor de Libanese kust
- 2009-2014: Deelname aan operatie Atalanta in de hoorn van Afrika
- 2014: Deelname NAVO-missie in de Baltische wateren ter ondersteuning van NAVO-lidstaten bij Russisch-Oekraïens conflict
- 2015: Deelname aan Europese Triton-missie in de Middellandse Zee om bootvluchtelingen te redden
- 2015: Deelname aan TF 473 met Franse carrier-group in strijd tegen IS

## Lijst van huidige schepen
De volgende schepen vormen de Belgische marinevloot. Tussen 2025 en 2031 zouden twee nieuwe fregatten, zes nieuwe mijnenjagers en één nieuw patrouillevaartuig de vloot moeten vervoegen, met als eersten de mijnenjagers M940 Oostende en M941 Tournai in 2025 en 2026. Het Koninklijk Marine Kadettenkorps beschikt over een eigen vloot, met onder andere de V902 Libération.
| Klasse                            | Naam              | Actief sinds                                       | Foto | Deplacement (ton) | Lengte (meter) | Snelheid (knopen) |
| --------------------------------- | ----------------- | -------------------------------------------------- | ---- | ----------------- | -------------- | ----------------- |
| Fregat (Karel Doormanklasse)      | F930 Leopold 1    | 31 mei 1991 (Nederland) 29 maart 2007 (België)     |      | 2800              | 122            | 30                |
| Fregat (Karel Doormanklasse)      | F931 Louise-Marie | 28 november 1991 (Nederland) 8 april 2008 (België) |      | 2800              | 122            | 30                |
| Mijnenjager (Tripartiteklasse)    | M916 Bellis       | 13 augustus 1986                                   |      | 536               | 51,5           | 12                |
| Mijnenjager (Tripartiteklasse)    | M917 Crocus       | 3 september 1986                                   |      | 536               | 51,5           | 12                |
| Mijnenjager (Tripartiteklasse)    | M921 Lobelia      | 3 februari 1988                                    |      | 536               | 51,5           | 12                |
| Mijnenjager (Tripartiteklasse)    | M924 Primula      | 20 december 1990                                   |      | 536               | 51,5           | 12                |
| Mijnenjager (Vlissingenklasse)    | M940 Oostende     | augustus 2025                                      |      | 2800              | 82             | 15                |
| Mijnenjager (Vlissingenklasse)    | M941 Tournai      | januari 2026                                       |      | 2900              | 82             | 15                |
| Patrouillevaartuig (Castorklasse) | P901 Castor       | 10 juli 2014                                       |      | 455               | 54             | 21                |
| Patrouillevaartuig (Castorklasse) | P902 Pollux       | 6 mei 2015                                         |      | 455               | 54             | 21                |
| Sleepboot                         | A952 Wesp         | 1959                                               |      | 180               | 26             | 10                |
| Sleepboot                         | A955 Mier         | 1962                                               |      | 193               | 26             | 10,5              |
| Onderzoeksschip                   | RV Belgica        | 15 december 2021                                   |      | 1200              | 71             | 13                |